# Biberwier
Biberwier je obec v Rakousku ve spolkové zemi Tyrolsko v okrese Reutte.
Žije zde 644 obyvatel (1. 1. 2011).